# 동수원초등학교
동수원초등학교는 대한민국 경기도 수원시 영통구에 있는 공립 초등학교이다.

## 학교 연혁
- 1984.12.28 동수원국민학교 설립 인가
- 1986.03.01 동수원국민학교 개교
- 1986.03.10 병설유치원 개원
- 1990.02.15 제1회 졸업
- 1996.03.01 동수원초등학교로 교명 변경
- 2005.03.02 수원매화초등학교 분리
- 2010.09.01 매여울초등학교 분리
- 2011.09.01 제11대 이병률 교장 부임
- 2012.02.16 제23회 졸업(총 11,118명)
- 2012.03.02 41학급 편성
- 2013.02.15 제24회 졸업(총 11,340명)
- 2013.03.01 39학급 편성
- 2013.03.01 병설유치원 1개반 증설
- 2014.02.14 제25회 졸업(총 11,536명)
- 2014.03.03 38학급 편성
- 2015.02.13 제26회 졸업(총 11,719명)
- 2015.03.02 35학급 편성(특수반 1학급)
- 2024.03.01 18학급 편성(특수반 1학급)